# Marasmius sacchari
Marasmius sacchari är en svampart som beskrevs av Wakker 1896. Marasmius sacchari ingår i släktet Marasmius och familjen Marasmiaceae.   Inga underarter finns listade i Catalogue of Life.